# Norbert Kohler (Journalist)
Norbert Kohler (* 26. September 1926 in Brauneberg; † 30. Oktober 2014 ebenda; auch Noko genannt) war ein deutscher Journalist.
Kohler wuchs als Sohn eines Lehrers in Brauneberg an der Mittelmosel auf. Nach der Kriegsgefangenschaft begann er am 18. Februar 1950 bei der Regionalzeitung Trierischer Volksfreund als Volontär und durchlief alle Karrierestufen, über den Lokalchef (1966) bis zum Chefredakteur (1991). Im Jahr 1995 trat er nach 44 Jahren in den Ruhestand. Nachfolger wurde Walter W. Weber.
Im Jahr 1996 übernahm er den Chefposten der Nikolaus-Koch-Stiftung; sein Nachfolger dort war 2003 Manfred Bitter. Im Oktober 2006 wurde er zum Ehrenvorsitzenden der Stiftung ernannt.
Er wurde 1995 Ehrensiegelträger der Stadt Trier.
Norbert Kohler lebte gemeinsam mit seiner Frau Hermine in Trier und war Vater von zwei Kindern.